# Football Club Istres Ouest Provence
El Football Club Istres Ouest Provence es un club de fútbol francés, de la ciudad de Istres en Provenza-Alpes-Costa Azul. Fue fundado en 1920 y juega en el Championnat National 2, la cuarta categoría del fútbol francés.

## Historia
El Football Club Istres Ouest Provence' fue fundado en 1920 con el nombre de Section Sportive Istréenne por Édouard Guizonnier. En 1969 el club se cambia el nombre por el de Istres Sports, y en 1990 se rebautiza con el nombre actual.
En 2004 el equipo debuta en la Ligue 1.
En la temporada 2006/07 el equipo descendió al Championnat National.

## Uniforme
- Uniforme titular: Camiseta, pantalón y medias moradas.
- Uniforme alternativo: Camiseta y pantalón blanco, y medias moradas.

## Estadio
Stade Parsemain, con capacidad para 17.170 personas.

## Datos del club
- Temporadas en la Ligue 1: 1
- Temporadas en la Ligue 2: -
- Mejor puesto en la liga:
- Peor puesto en la liga: 20º (Ligue 1 temporada 04-05)

## Jugadores

### Jugadores destacados en la historia del club
- Olivier Giroud
- Walid Mesloub
- Mohammed Chaouch
- Nassim Akrour
- Naby Keïta

## Palmarés
- National (1): 2008–09
- Méditerranée Division d'Honneur (2): 1982, 1990
- Coupe de Provence (3): 1933, 1982, 1987, 1989